# Murrieta
Murrieta város az USA Kalifornia államában, Riverside megyében. Lakosainak száma 110 949 fő (2020. április 1.).

## Népesség
A település népességének változása:

| 2010 | 103 466 |
| 2020 | 110 949 |